# Borne de Minkowski
En théorie algébrique des nombres, la borne de Minkowski donne un majorant de la norme des idéaux à considérer pour déterminer le nombre de classes d'un corps de nombres K. Il porte le nom du mathématicien Hermann Minkowski.

## Énoncé
Soit D le discriminant de K, n son degré sur {\displaystyle \mathbb {Q} }, et {\displaystyle 2r_{2}=n-r_{1}} le nombre de plongements complexes où {\displaystyle r_{1}} est le nombre de plongements réels. Alors chaque classe du groupe des classes d'idéaux de K contient un idéal de OK dont la norme est inférieure ou égale à la borne de Minkowski
{\displaystyle M_{K}={\sqrt {|D|}}\left({\frac {4}{\pi }}\right)^{r_{2}}{\frac {n!}{n^{n}}}.}
La constante de Minkowski pour le corps K est cette borne MK.

## Propriétés
Puisque le nombre d'idéaux fractionnaire de norme donnée est fini, la finitude du nombre de classes est une conséquence immédiate, et de plus, le groupe des classes est engendré par les idéaux premiers de norme au plus MK.
La borne de Minkowski peut être utilisée pour déduire un minorant du discriminant de K en fonction de n, r1 et r2. Puisque la norme d'un idéal non nul vaut au moins 1, on a 1 ≤ MK, de sorte que
{\displaystyle {\sqrt {|D|}}\geq \left({\frac {\pi }{4}}\right)^{r_{2}}{\frac {n^{n}}{n!}}\geq \left({\frac {\pi }{4}}\right)^{n/2}{\frac {n^{n}}{n!}}.}
Pour n supérieur ou égal à 2, il est facile de montrer que ce minorant est strictement supérieur à 1 ; on obtient donc le théorème de Minkowski, statuant que le discriminant de tout corps de nombres autre que Q est non trivial. Cela implique que le corps des rationnels n'a aucune extension non ramifiée non triviale.